# (9658) Imabari
(9658) Imabari (1996 DD3) – planetoida z pasa głównego asteroid okrążająca Słońce w ciągu 3,74 lat w średniej odległości 2,41 j.a. Odkryta 28 lutego 1996 roku.